# 蒂萨拜兹代德
蒂绍萨拜兹代德（匈牙利語：Tiszabezdéd）是匈牙利索博尔奇-索特马尔-拜赖格州所辖的一个村。总面积18.60平方公里，总人口1972，人口密度106.0人/平方公里（2011年1月1日）。